# Okręty patrolowe typu Darussalam
Okręty patrolowe typu Darussalam – brunejskie okręty patrolowe z początku XXI wieku. W latach 2010–2014 w niemieckiej stoczni Lürssen w Vegesack zbudowano cztery jednostki tego typu. Okręty weszły w skład Królewskiej Marynarki Wojennej Brunei w latach 2011–2014. Wszystkie nadal znajdują się w składzie floty i mają status operacyjny (stan na 2020 rok).

## Projekt i budowa
Okręty patrolowe typu Darussalam zostały zamówione przez rząd Brunei w stoczni Lürssen w Vegesack (projekt o nazwie OPV 80) . Patrolowce zamówiono zamiast trzech korwet typu Nakhoda Ragam, które nie zostały odebrane przez Brunei . Przeznaczeniem jednostek są operacje patrolowania i nadzoru morskiego, ochrona infrastruktury brzegowej, operacje abordażowe, wsparcie sił specjalnych i kontrola płytkich wód przybrzeżnych . Okręty są przystosowane do zaopatrywania w morzu i wyposażone w lądowisko dla śmigłowców .
Okręty typu Darussalam zostały zwodowane w latach 2010–2013 .
| Okręt             | Stocznia | Wodowanie        | Wejście do służby | Los              |
| ----------------- | -------- | ---------------- | ----------------- | ---------------- |
| „Darussalam” (06) | Lürssen  | marzec 2010      | 14 czerwca 2011   | w służbie (2020) |
| „Darulehsan” (07) | Lürssen  | wrzesień 2010    | 14 czerwca 2011   | w służbie (2020) |
| „Darulaman” (08)  | Lürssen  | 6 stycznia 2011  | 12 grudnia 2011   | w służbie (2020) |
| „Daruttaqwa” (09) | Lürssen  | 24 sierpnia 2013 | 9 maja 2014       | w służbie (2020) |

## Dane taktyczno-techniczne

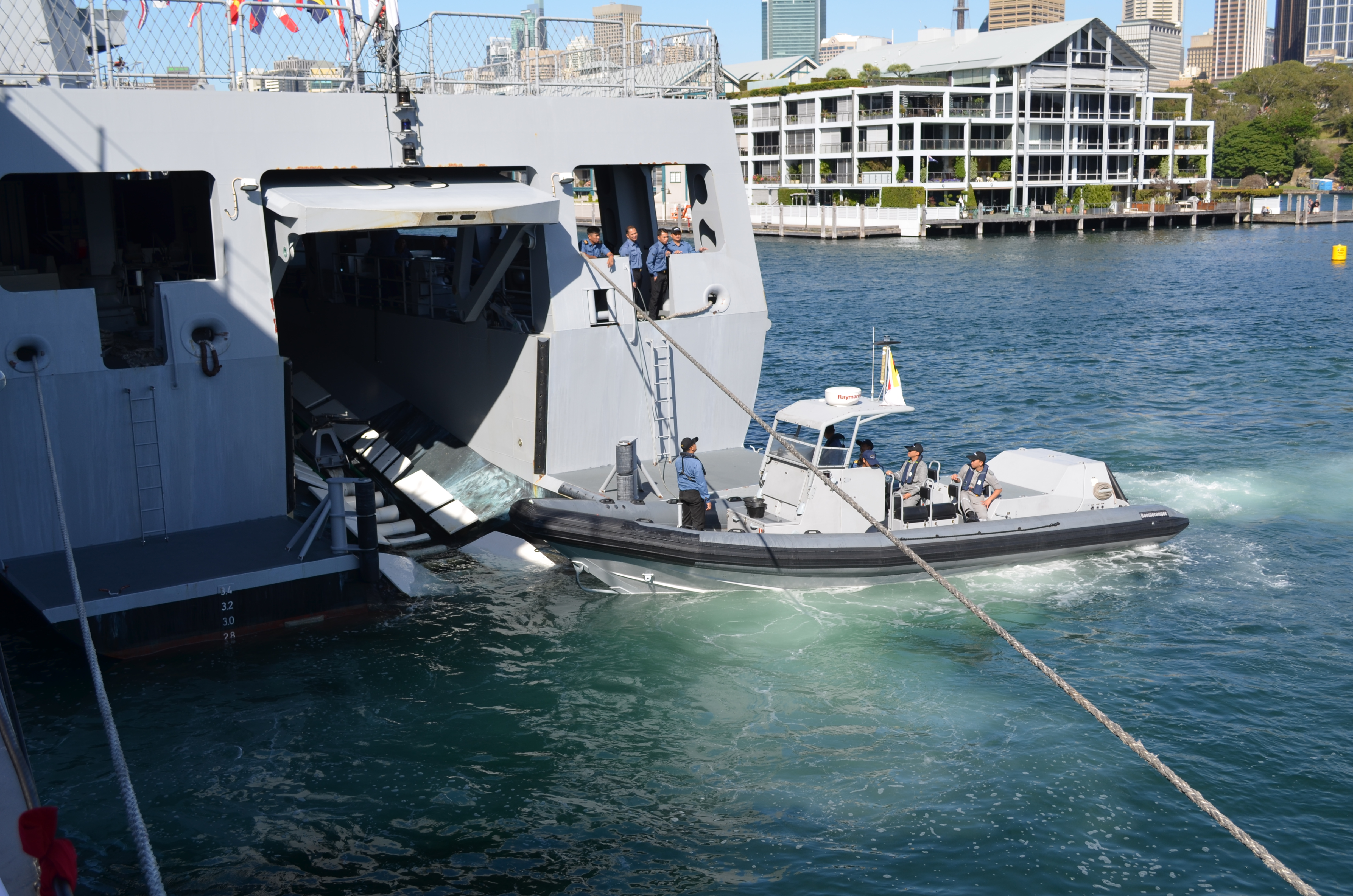
Rampa rufowa i łódź hybrydowa na „Darulaman”

Jednostki typu Darussalam są okrętami patrolowymi o długości całkowitej 80 metrów (75 metrów między pionami), szerokości 13 metrów i zanurzeniu 3–3,3 metra . Wyporność standardowa wynosi 1486 ton, a pełna 1625 ton . Okręty napędzane są przez dwa silniki wysokoprężne MTU 12V 1163 TB93 o łącznej mocy 8,5 MW (11 400 KM), poruszające poprzez wały napędowe dwoma śrubami o zmiennym skoku . Maksymalna prędkość jednostek wynosi 22 węzły . Zasięg wynosi 7500 Mm przy prędkości 12 węzłów .
Uzbrojenie artyleryjskie jednostek składa się z dziobowego działa uniwersalnego Bofors SAK-57 Mk 3 kalibru 57 mm L/70 (na trzech pierwszych okrętach; czwarty – „Daruttaqwa” – ma w tym miejscu działko rewolwerowe Rheinmetall MLG 27 kalibru 27 mm L/63) oraz dwóch pojedynczych armat automatycznych GAM-B01 kalibru 20 mm L/90 . Uzbrojenie rakietowe stanowią dwie podwójne wyrzutnie przeciwokrętowych pocisków rakietowych Exocet MM40 Block 3 .
Wyposażenie radioelektroniczne obejmuje dwa radary nawigacyjne Furuno, radar dozoru powietrznego i nawodnego Terma Scanter 4100, radar kierowania ogniem Thales Sting EO Mk 2, system walki elektronicznej EDO ES-3601 i głowicę elektrooptyczną Zeiss MEOS II . Na okrętach zamontowano też dwie wyrzutnie celów pozornych Terma SKWS DL-6O . Jednostki wyposażone są także w dwie łodzie hybrydowe – dziesięciometrową (umieszczoną na rampie rufowej) i czterometrową, obsługiwaną przez żurawik; na rufie znajduje się też lądowisko dla śmigłowca o masie do 11 ton, z możliwością uzupełnienia paliwa przez statek powietrzny .
Załoga pojedynczego okrętu składa się z 54 oficerów, podoficerów i marynarzy.

## Służba
Okręty patrolowe typu Darussalam („Darussalam”, „Darulehsan”, „Darulaman” i „Daruttaqwa”) zostały wcielone do służby w Królewskiej Marynarce Wojennej Brunei w latach 2011–2014 . Jednostki otrzymały numery burtowe 06–09 . Wszystkie cztery okręty nadal znajdują się w składzie floty i mają status operacyjny (stan na 2020 rok) .